# تنهنوالا
تنهنوالا (به لاتین: Tennehenwala) یک منطقهٔ مسکونی در سری‌لانکا است که در استان مرکزی (سری‌لانکا) واقع شده‌است.